# Lady Bianca

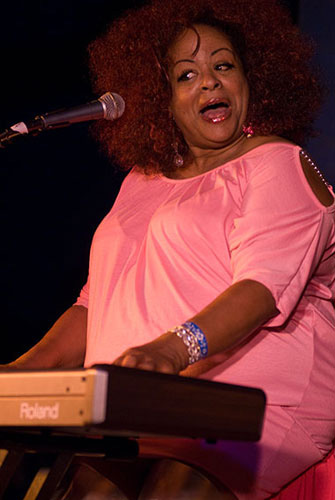
Lady Bianca 2008 beim Monterey Blues Festival

Lady Bianca (* 8. August 1953 in Kansas City, Missouri als Bianca Thornton, später Bianca Odin) ist eine US-amerikanische Sängerin, Pianistin und Songwriterin. Sie lebt heute in Oakland, Kalifornien.

## Frühe Jahre und Auftritte
Lady Bianca lebt seit ihrem vierten Lebensjahr in der San Francisco Bay Area. Sie wuchs in einer Blues- und Gospel-Tradition auf. Ihr war nicht bewusst, Blues zu lernen, weil ihr Vater zu ihr sagte, sie würden nur für Gott ein bisschen Gospel-Musik spielen. Ihr offensichtliches Talent verschaffte ihr bereits als Neunjährige ein vierjähriges Stipendium am San Francisco Conservatory of Music, wo sie in Musiktheorie, Komposition, Gesang- und Klavier ausgebildet wurde.

### Quinn Harris & Masterminds (1970)
Auf ihrer ersten Schallplattenaufnahme, der LP All In The Soul von „Quinn Harris and the Masterminds“ aus dem Jahr 1970, singt sie als Teil eines Duetts die Ballade Stop Telling Me Lies. Dies wurde 2008 neu veröffentlicht unter dem Gruppennamen „The Masterminds featuring Lady Bianca“.

### Billie Holiday (1972)
1972 spielte sie im Theater von San Francisco die Rolle der Jazzsängerin Billie Holiday (1915–1959) in Jon Hendricks’ Evolution of the Blues.

### Sly and the Family Stone (1976)
Sie war als Backing-Sängerin und Keyboard-Spielerin Mitglied der Boined Sly and the Family Stone und am Album Heard Ya Missed Me, Well I'm Back beteiligt, das 1976 erschien.

### Frank Zappa (1976)
Ab Oktober 1976 tourte sie durch Nordamerika als Teil der Band von Frank Zappa. Beim ersten Anruf seines Managements war ihr dessen Name und die Musikrichtung noch völlig unbekannt. Sie hatte bis dahin meist Gospel gesungen, einige Texte von Zappa fand sie sehr befremdlich und sie fühlte sich zunächst auch zu schüchtern, um in einem solch großen Rahmen vor so vielen Menschen zu singen. Doch sie war beeindruckt von Zappas Genius und der Professionalität der Band. Die Erfahrungen jener Zeit halfen ihr sehr, als sie später eine eigene Band aufbaute.
Mitte November, nach einem Monat, beendete sie die Tournee vorzeigtig, nach ihren Aussagen in gegenseitigem Einvernehmen. Nach ihrer Aussage wollte Zappa sexualisierte Showelemente einfügen, zum Beispiel seine Gitarre auf ihren Körper legen, was sie ablehnte.
Zappa veröffentlichte einen Live-Mitschnitt von Wind Up Workin’ in a Gas Station mit ihrem Gesang, aber erst 16 Jahre später und auch nur einen Titel.
Erst lange nach Zappas Tod, als sie bereits eigene Alben herausgebracht hatte, erschien 2009 die Doppel-CD Philly ’76 mit dem Mitschnitt des Konzerts vom 29. Oktober 1976 aus dem Spectrum in Philadelphia. Bianca Odin, die bei Wind Up Workin’ in a Gas Station Zappas Gesang nur ergänzte, ist darin mit ihrer ausdrucksstarken Stimme oft führend, wie in Dirty Love, in You Didn’t Try To Call Me sogar solistisch improvisierend.

### Van Morrison (1981 bis 1986)
Zwischen 1981 and 1986 arbeitete Lady Bianca mit Van Morrison zusammen, sang backing vocals und begleitete seine Band auf Tourneen.

### Festival
in der Folgezeit trat sie auf zahlreichen Festivals auf, zum Beispiel beim San Francisco Blues Festival 1987.

## Eigene Alben (ab 1995)
Von 1995 bis 2014 veröffentlichte sie acht eigene Solo-Alben, von denen drei für den Grammy Award nominiert wurden.

### Diskografie
| Year | Title                  | Record label        |
| ---- | ---------------------- | ------------------- |
| 1995 | Best Kept Secret       | Telarc Distribution |
| 2001 | Rollin’                | Rooster Blues       |
| 2004 | All by Myself          | Magic-O             |
| 2005 | Let Love Have Its Way  | Magic-O             |
| 2007 | Through a Woman's Eyes | Magic-O             |
| 2009 | A Woman Never Forgets  | Magic-O             |
| 2012 | Servin Notice          | Magic-O             |
| 2014 | Real People Music      | Magic-O             |

## Website
- Website von Lady Bianca (seit 2021)
- Archiv der alten Website von Lady Bianca (1999 bis 2020)